# بندر اهلم
اَهلَم، یا عینُ الْهُم یا اهلَمرَستاق یا الهَم، بندرگاهی کهن که در جنوب شمال دریای خزر و شمال آمل بود.
اکنون محل دقیق این بندرگاه در محل روستای اهلم کنونی در شهرستان محمودآباد است. این بندر در نزدیکی ماهانه‌سر و در مصب رودخانه هراز قرار داشت. به گفته شریف ادریسی جغرافی‌دان مغربی که از نوجوانی مشغول سفر شد و به مناطقی همچون اسپانیا و فرانسه و جزیرهٔ سیسیل سفر کرده بود، در کتاب نُزهة المشتاق فی اِختراق الآفاق آورده‌است که از آمل تا عین الهم بر ساحل دریا، یک مرحله است و در نزدیکی این چشمه رود آمل به دریا می‌ریزد و این منطقه الهم شهرکی است بر کران دریا جای کشتی‌بانان و جای بازرگانان می‌باشد.گای لسترینج خاورشناس انگلیسی در کتاب بُلدان الخلافة الشرقیه آورده که، بندر آمل در جایی بود که رودخانه‌اش به دریای مازندران می‌رسید، و آن شهر کوچکی است که عین‌الهم گفته می‌شود.به گفته یاسنت لویی رابینو ایران‌شناس انگلیسی، بندرگاه آمل که رودخانهٔ هراز در آنجا به دریای خزر وارد می‌شود قصبه کوچک عین‌الهم است، که معمولاً اهلم نوشته می‌شود.ابوالقاسم جیهانی در کتاب اشکال العالم آمل را شهر اول مازندران و الهم یا اهلم را بندرگاه این شهر یاد کرده‌است. یاقوت حموی جغرافی‌دان قرن هفتم، در کتاب معروف معجم‌البلدان، نام این شهر را به دو صورت اَلْهَم و اَهْلُم آورده‌است.